# Джоаннидис, Джордж
Джордж Э́фитрон Джоанни́дис (англ. George Efythron Joannides, имя при рождении — Йо́ргос Иоанни́дис (греч. Γιώργος Ιωαννίδης); 5 июля 1922, Афины, Греция — 9 марта 1990, Хьюстон, Техас, США) — греко-американский адвокат, сотрудник Центрального разведывательного управления, в 1963 году бывший главой секции психологической войны отделения ЦРУ в Майами и в 1978 году сотрудником ЦРУ по связям со Специальным комитетом Палаты представителей США по расследованию убийств.

## Биография
Родился 5 июля 1922 года в Афинах (Греция) в семье журналиста. В 1923 году вместе с семьёй переехал в Нью-Йорк (США).
Окончил Городской колледж Нью-Йорка и Школу права Университета Святого Иоанна со степенью бакалавра права.
До переезда в 1949 году в Вашингтон (округ Колумбия), где он служил в справочной службе посольства Греции в США, работал журналистом в греко-американской газете «The National Herald».
В 1952 году поступил на службу в ЦРУ.
В 1963 году занял должность главы секции психологической войны отделения JM/WAVE ЦРУ в Майами (Флорида), имея в подчинении 24 сотрудника и бюджет в размере 1,5 млн долларов. На этом посту был также известен как «Говард», «Мистер Говард» и «Уолтер Ньюби». Финансировал Революционный студенческий директорат — группу кубинских изгнанников, чьи члены контактировали с Ли Харви Освальдом в течение нескольких месяцев перед убийством президента США Джона Ф. Кеннеди 22 ноября 1963 года, руководил этой группой. Согласно некоторым сведениям, цель плана, разработанного по характерному для операций ЦРУ принципу «правдоподобного отрицания», состояла в том, чтобы связать Освальда с правительством Фиделя Кастро, без раскрытия роли ЦРУ.
В 1978 году ЦРУ вызвало находившегося в отставке Джоаннидиса, назначив его сотрудником по связям со Специальным комитетом Палаты представителей США по расследованию убийств (HSCA), а именно в связи с конкретным случаем смерти президента Кеннеди. Корреспондент газеты «The Washington Post» Джефферсон Морли написал о том, что «шпион скрыл информацию о своих собственных действиях в 1963 году от следователей Конгресса, которая, как он полагал, могла быть полезной. Лишь в 2001 году, спустя 38 лет после смерти Кеннеди, факт поддержки кубинских изгнанников со стороны Джоаннидиса, который столкнулся с Освальдом и следил за ним, стал известен».
В июле 1981 года был награждён медалью «За службу в разведке».
Умер 9 марта 1990 года в Хьюстоне (Техас).

В 2013 году газета «The Boston Globe» написала:
Существует целый ряд документов, которые ЦРУ продолжает скрывать, и которые должны быть опубликованы. Опираясь на недостоверные сообщения, сделанные ЦРУ в середине 1990-х годов, Совет по обзору постановил, что документы, касающиеся покойного агента ЦРУ по имени Джордж Джоаннидис, не имеют отношения к убийству Кеннеди. Последующая работа, проведённая исследователями с использованием других материалов, опубликованных Советом, подтверждает, что указанные записи должны быть обнародованы.